# تشارلز آبي
تشارلز آبي (بالإنجليزية: Charles Abbey)‏ هو فلاح أسترالي، ولد في 24 نوفمبر 1913 في فريمانتل في أستراليا، وتوفي في 2 سبتمبر 1982 في ماندوراه في أستراليا.